# Campionati europei di atletica leggera 1990
I XV campionati europei di atletica leggera si tennero dal 26 agosto al 2 settembre 1990 presso lo Stadio municipale di Poljud a Spalato, in Jugoslavia. 

## Paesi partecipanti
- Albania (2)
- Austria (11)
- Belgio (19)
- Bulgaria (20)
- Cipro (4)
- Cecoslovacchia (17)
- Danimarca (7)
- Finlandia (45)
- Francia (67)

- Germania Est (67)
- Germania Ovest (68)
- Grecia (11)
- Islanda (6)
- Irlanda (14)
- Israele (3)
- Italia (61)
- Jugoslavia (45)

- Liechtenstein (2)
- Lussemburgo (1)
- Malta (1)
- Norvegia (18)
- Paesi Bassi (17)
- Polonia (18)
- Portogallo (32)
- Gran Bretagna (95)

- Romania (21)
- San Marino (1)
- Spagna (61)
- Svezia (25)
- Svizzera (18)
- Turchia (8)
- Ungheria (32)
- Unione Sovietica (97)

## Risultati

### Uomini
| Specialità | Oro                                                                          | Prestazione | Argento                                                                  | Prestazione | Bronzo                                                                | Prestazione |
| Corse piane |                                                                              |             |                                                                          |             |                                                                       |             |
| 100 metri | Linford Christie Gran Bretagna                                               | 10"00       | Daniel Sangouma Francia                                                  | 10"04       | John Regis Gran Bretagna                                              | 10"07       |
| 200 metri | John Regis Gran Bretagna                                                     | 20"11       | Jean-Charles Trouabal Francia                                            | 20"31       | Linford Christie Gran Bretagna                                        | 20"33       |
| 400 metri | Roger Black Gran Bretagna                                                    | 45"08       | Thomas Schönlebe Germania Est                                            | 45"13       | Jens Carlowitz Germania Est                                           | 45"27       |
| 800 metri | Tom McKean Gran Bretagna                                                     | 1'44"76     | David Sharpe Gran Bretagna                                               | 1'45"59     | Piotr Piekarski Polonia                                               | 1'45"76     |
| 1.500 metri | Jens-Peter Herold Germania Est                                               | 3'38"35     | Gennaro Di Napoli Italia                                                 | 3'38"60     | Mário Silva Portogallo                                                | 3'38"73     |
| 5.000 metri | Salvatore Antibo Italia                                                      | 13'22"00    | Gary Staines Gran Bretagna                                               | 13'22"45    | Sławomir Majusiak Polonia                                             | 13'22"92    |
| 10.000 metri | Salvatore Antibo Italia                                                      | 27'41"27    | Are Nakkim Norvegia                                                      | 28'04"04    | Stefano Mei Italia                                                    | 28'04"46    |
| Corse a ostacoli |                                                                              |             |                                                                          |             |                                                                       |             |
| 110 metri ostacoli | Colin Jackson Gran Bretagna                                                  | 13"18       | Tony Jarrett Gran Bretagna                                               | 13"21       | Dietmar Kozwewski Germania Ovest                                      | 13"50       |
| 400 metri ostacoli | Kriss Akabusi Gran Bretagna                                                  | 47"92       | Sven Nylander Svezia                                                     | 48"43       | Niklas Wallenlind Svezia                                              | 48"52       |
| 3.000 metri siepi | Francesco Panetta Italia                                                     | 8'12"66     | Mark Rowland Gran Bretagna                                               | 8'13"27     | Alessandro Lambruschini Italia                                        | 8'15"82     |
| Prove su strada |                                                                              |             |                                                                          |             |                                                                       |             |
| Maratona | Gelindo Bordin Italia                                                        | 2h14'02"    | Gianni Poli Italia                                                       | 2h14'55"    | Dominique Chauvelier Francia                                          | 2h15'20"    |
| 20 km marcia | Pavol Blažek Cecoslovacchia                                                  | 1h22'05"    | Daniel Plaza Spagna                                                      | 1h22'22"    | Thierry Toutain Francia                                               | 1h23'22"    |
| 50 km marcia | Andrej Perlov Unione Sovietica                                               | 3h54'36"    | Bernd Gummelt Germania Est                                               | 3h56'33"    | Hartwig Gauder Germania Est                                           | 4h00'48"    |
| Salti |                                                                              |             |                                                                          |             |                                                                       |             |
| Salto in alto | Dragutin Topić Jugoslavia                                                    | 2,34 m      | Aleksej Emelin Unione Sovietica                                          | 2,34 m      | Georgi Dakov Bulgaria                                                 | 2,34 m      |
| Salto con l'asta | Rodion Gataullin Unione Sovietica                                            | 5,85 m      | Grigorij Egorov Unione Sovietica                                         | 5,75 m      | Hermann Fehringer Austria                                             | 5,75 m      |
| Salto in lungo | Dietmar Haaf Germania Ovest                                                  | 8,25 m      | Ángel Hernández Spagna                                                   | 8,15 m      | Borut Bilač Jugoslavia                                                | 8,09 m      |
| Salto triplo | Leonid Vološin Unione Sovietica                                              | 17,74 m     | Hristo Markov Bulgaria                                                   | 17,43 m     | Igor' Lapšin Unione Sovietica                                         | 17,34 m     |
| Lanci |                                                                              |             |                                                                          |             |                                                                       |             |
| Getto del peso | Ulf Timmermann Germania Est                                                  | 21,32 m     | Oliver-Sven Buder Germania Est                                           | 21,01 m     | Georg Andersen Norvegia                                               | 20,71 m     |
| Lancio del disco | Jürgen Schult Germania Est                                                   | 64,58 m     | Erik De Bruin Paesi Bassi                                                | 64,46 m     | Wolfgang Schmidt Germania Ovest                                       | 64,10 m     |
| Lancio del giavellotto | Steve Backley Gran Bretagna                                                  | 87,30 m     | Viktor Zajcev Unione Sovietica                                           | 83,30 m     | Patrik Bodén Svezia                                                   | 82,66 m     |
| Lancio del martello | Ihar Astapkovič Unione Sovietica                                             | 84,14 m     | Tibor Gécsek Ungheria                                                    | 80,14 m     | Igor' Nikulin Unione Sovietica                                        | 80,02 m     |
| Prove multiple |                                                                              |             |                                                                          |             |                                                                       |             |
| Decathlon | Christian Plaziat Francia                                                    | 8.574 p.    | Dezső Szabó Ungheria                                                     | 8.436 p.    | Christian Schenk Germania Est                                         | 8.433 p.    |
| Staffette |                                                                              |             |                                                                          |             |                                                                       |             |
| 4×100 metri | Francia Max Morinière Daniel Sangouma Jean-Charles Trouabal Bruno Marie-Rose | 37"79       | Gran Bretagna Darren Braithwaite John Regis Marcus Adam Linford Christie | 37"98       | Italia Mario Longo Ezio Madonia Sandro Floris Stefano Tilli           | 38"39       |
| 4×400 metri | Gran Bretagna Paul Sanders Kriss Akabusi John Regis Roger Black              | 2'58"22     | Germania Ovest Klaus Just Edgar Itt Carsten Köhrbrück Norbert Dobeleit   | 3'00"64     | Germania Est Rico Lieder Karsten Just Thomas Schönlebe Jens Carlowitz | 3'01"51     |
| record mondiale; record mondiale stagionale; record europeo; record europeo stagionale; record dei campionati; record nazionale; record personale; record personale stagionale. |                                                                              |             |                                                                          |             |                                                                       |             |

### Donne
| Specialità | Oro                                                                      | Prestazione | Argento                                                                                | Prestazione | Bronzo                                                                     | Prestazione |
| Corse piane |                                                                          |             |                                                                                        |             |                                                                            |             |
| 100 metri | Katrin Krabbe Germania Est                                               | 10"89       | Silke Möller Germania Est                                                              | 11"10       | Kerstin Behrendt Germania Est                                              | 11"17       |
| 200 metri | Katrin Krabbe Germania Est                                               | 21"95       | Heike Drechsler Germania Est                                                           | 22"19       | Galina Mal'čugina Unione Sovietica                                         | 22"23       |
| 400 metri | Grit Breuer Germania Est                                                 | 49"50       | Petra Schersing Germania Est                                                           | 50"51       | Marie-José Pérec Francia                                                   | 50"84       |
| 800 metri | Sigrun Wodars Germania Est                                               | 1'55"87     | Christine Wachtel Germania Est                                                         | 1'56"11     | Lilija Nurutdinova Unione Sovietica                                        | 1'57"39     |
| 1.500 metri | Snežana Pajkić Jugoslavia                                                | 4'08"12     | Ellen Kiessling Germania Est                                                           | 4'08"67     | Sandra Gasser Svizzera                                                     | 4'08"89     |
| 3.000 metri | Yvonne Murray Gran Bretagna                                              | 8'43"06     | Elena Romanova Unione Sovietica                                                        | 8'43"68     | Roberta Brunet Italia                                                      | 8'46"19     |
| 10.000 metri | Elena Romanova Unione Sovietica                                          | 31'46"83    | Kathrin Ullrich Germania Est                                                           | 31'47"70    | Annette Sergent Francia                                                    | 31'51"68    |
| Corse a ostacoli |                                                                          |             |                                                                                        |             |                                                                            |             |
| 100 metri ostacoli | Monique Éwanjé-Épée Francia                                              | 12"79       | Gloria Siebert Germania Est                                                            | 12"91       | Lidija Jurkova Unione Sovietica                                            | 12"92       |
| 400 metri ostacoli | Tat'jana Ledovskaja Unione Sovietica                                     | 53"62       | Anita Protti Svizzera                                                                  | 54"36       | Monica Westén Svezia                                                       | 54"75       |
| Prove su strada |                                                                          |             |                                                                                        |             |                                                                            |             |
| Maratona | Rosa Mota Portogallo                                                     | 2h31'27"    | Valentina Egorova Unione Sovietica                                                     | 2h31'32"    | Maria Rebelo Francia                                                       | 2h35'51"    |
| 10 km marcia | Annarita Sidoti Italia                                                   | 44'00"      | Vol'ha Kardapol'cava Unione Sovietica                                                  | 44'06"      | Ileana Salvador Italia                                                     | 44'38"      |
| Salti |                                                                          |             |                                                                                        |             |                                                                            |             |
| Salto in alto | Heike Henkel Germania Ovest                                              | 1,99 m      | Biljana Petrović Jugoslavia                                                            | 1,96 m      | Elena Elesina Unione Sovietica                                             | 1,96 m      |
| Salto in lungo | Heike Drechsler Germania Est                                             | 7,30 m      | Marieta Ilcu Romania                                                                   | 7,02 m      | Helga Radtke Germania Est                                                  | 6,94 m      |
| Lanci |                                                                          |             |                                                                                        |             |                                                                            |             |
| Getto del peso | Astrid Kumbernuss Germania Est                                           | 20,38 m     | Natal'ja Lisovskaja Unione Sovietica                                                   | 20,06 m     | Kathrin Neimke Germania Est                                                | 19,96 m     |
| Lancio del disco | Ilke Wyludda Germania Est                                                | 68,46 m     | Ol'ga Burova-Černjavskaja Unione Sovietica                                             | 66,72 m     | Martina Hellmann Germania Est                                              | 66,66 m     |
| Lancio del giavellotto | Päivi Alafrantti Finlandia                                               | 67,68 m     | Karen Forgel Germania Est                                                              | 67,56 m     | Petra Felke Germania Est                                                   | 66,56 m     |
| Prove multiple |                                                                          |             |                                                                                        |             |                                                                            |             |
| Eptathlon | Sabine Braun Germania Ovest                                              | 6.688 p.    | Heike Tischler Germania Est                                                            | 6.572 p.    | Peggy Beer Germania Est                                                    | 6.531 p.    |
| Staffette |                                                                          |             |                                                                                        |             |                                                                            |             |
| 4×100 metri | Germania Est Silke Möller Katrin Krabbe Kerstin Behrendt Sabine Günther  | 41"68       | Germania Ovest Gabi Lippe Ulrike Sarvari Andrea Thomas Silke Knoll                     | 43"09       | Gran Bretagna Stephanie Douglas Beverley Kinch Simmone Jacobs Paula Thomas | 43"32       |
| 4×400 metri | Germania Est Manuela Derr Annett Hesselbarth Petra Schersing Grit Breuer | 3'21"02     | Unione Sovietica Elena Vinogradova Ljudmila Džigalova Tat'jana Ledovskaja Elena Ruzina | 3'23"34     | Gran Bretagna Sally Gunnell Jennifer Stoute Patricia Beckford Linda Keough | 3'24"78     |
| record mondiale; record mondiale stagionale; record europeo; record europeo stagionale; record dei campionati; record nazionale; record personale; record personale stagionale. |                                                                          |             |                                                                                        |             |                                                                            |             |

## Medagliere
Legenda
     Paese ospitante
| Posizione | Paese            | Oro | Argento | Bronzo | Totale |
| --------- | ---------------- | --- | ------- | ------ | ------ |
| 1         | Germania Est     | 12  | 12      | 10     | 34     |
| 2         | Gran Bretagna    | 9   | 5       | 4      | 18     |
| 3         | Unione Sovietica | 6   | 9       | 6      | 21     |
| 4         | Italia           | 5   | 2       | 5      | 12     |
| 5         | Francia          | 3   | 2       | 5      | 10     |
| 6         | Germania Ovest   | 3   | 2       | 2      | 7      |
| 7         | Jugoslavia       | 2   | 1       | 1      | 4      |
| 8         | Portogallo       | 1   | 0       | 1      | 2      |
| 9         | Cecoslovacchia   | 1   | 0       | 0      | 1      |
| 9         | Finlandia        | 1   | 0       | 0      | 1      |
| 11        | Spagna           | 0   | 2       | 0      | 2      |
| 11        | Ungheria         | 0   | 2       | 0      | 2      |
| 13        | Svezia           | 0   | 1       | 3      | 4      |
| 14        | Bulgaria         | 0   | 1       | 1      | 2      |
| 14        | Norvegia         | 0   | 1       | 1      | 2      |
| 14        | Svizzera         | 0   | 1       | 1      | 2      |
| 17        | Paesi Bassi      | 0   | 1       | 0      | 1      |
| 17        | Romania          | 0   | 1       | 0      | 1      |
| 19        | Polonia          | 0   | 0       | 2      | 2      |
| 20        | Austria          | 0   | 0       | 1      | 1      |
| Totale    | Totale           | 43  | 43      | 43     | 129    |